# Marie-Charles-Théodore de Damoiseau de Montfort
Le baron Marie-Charles-Théodore de Damoiseau de Montfort, né à Besançon le 9 avril 1768 et mort le 6 août 1846, est un astronome français.
Il quitte la France à la Révolution et travaille comme directeur-adjoint à l'observatoire de Lisbonne, puis revient en France en 1807. En 1825, il devient membre de l'Académie des sciences et du Bureau des longitudes. Il est fait membre étranger de la Royal Society en 1832.

## Travaux scientifiques

### Théorie de la lune
En 1818, Laplace proposa que l'Académie des sciences à Paris mette au concours un prix pour la construction de tables lunaires basées uniquement sur la loi de gravitation universelle. En 1820, le prix a été décerné conjointement à Carlini et Plana, d'une part, et à Damoiseau d'autre part, par un comité dont Laplace était membre.

### Satellites de Jupiter
Voir aussi
- David P. Todd, A continuation of de Damoiseau's tables of the satellites of Jupiter, to the year 1900, 1876
- John Couch Adams, Continuation of Tables I. and III. of Damoiseau's Tables of Jupiter's satellites, 1877

## Distinctions
- Médaille d'or de la Royal Astronomical Society en 1831.
- Le cratère Damoiseau sur la Lune porte son nom.
- Prix Lalande, 1824.

## Manuscrits
L'observatoire de Paris détient un grand nombre de manuscrits de Damoiseau. Voir Manuscrits Damoiseau sur http://alidade.obspm.fr

## Publications
- Éphémérides nauticas, ou Diario astronomico para 1799 [-1805] calculado no Observatorio real da marinha (8 volumes, 1798-1802)
- Memoria relativa aos eclipses do sol visiveis em Lisboa, desde 1800 até 1900 inclusivamente (1801)
- Tables de la lune, formées par la seule théorie de l'attraction et suivant la division de la circonférence en 400 degrés (1824)
- Tables de la lune, formées par la seule théorie de l'attraction et suivant la division de la circonférence en 360 degrés (1828)
- Tables écliptiques des satellites de Jupiter, d'après la théorie de leurs attractions mutuelles et les constantes déduites des observations (1836), https://books.google.fr/books?id=E-gRAAAAYAAJ